# Djelaludin Sharityar
Djelaludin Sharityar (ur. 15 marca 1983 w Zadranie) – afgański piłkarz grający na pozycji pomocnika, reprezentant kraju. Posiada także obywatelstwo niemieckie.

## Kariera klubowa
W 2005 rozpoczął karierę piłkarską w niemieckim zespole FC Konstanz. Potem występował w klubach FC Emmendingen, SpVgg Weiden i 1. FC Schweinfurt 05. Latem 2009 wyjechał na Cypr, gdzie dołączył do drużyny APEP Pitsilia. W styczniu 2011 przeniósł się do zespołu Ethnikos Achna, ale wytrwał tam tylko pół roku i wyjechał na trzy lata do Bahrajnu. W 2014 wrócił do Niemiec i od tamtej pory ponownie przywdziewa barwy 1. FC Schweinfurt 05.

## Kariera reprezentacyjna
Od 2007 broni barw reprezentacji Afganistanu, której jest kapitanem. W 2013 zdobył ze swoją reprezentacją Mistrzostwo Południowej Azji.